# مصطفی آلاغا
مصطفی آلاغا (عربی: مصطفى خالد آلاغا؛ ۶ ژوئن ۱۹۶۳ –) روزنامه‌نگار ورزشی فلسطینی اهل بریتانیا است. وی از سال ۱۹۸۱ میلادی تاکنون مشغول فعالیت بوده‌است.
وی به دلیل برنامه‌های عربی زبان در مورد فوتبال و سایر ورزش‌ها شهرت دارد.

## زندگی
مصطفی آلاغا در ۶ ژوئن ۱۹۶۳ در اردوگاه یرموک، دمشق، سوریه متولد شد. او در سنین پایین به ورزش علاقه داشت و در ۱۵ سالگی مجله ورزشی خود را به زبان انگلیسی ایجاد کرده بود. وی در دانشگاه دمشق انگلیسی تحصیل کرد. وی برای تکمیل دوره کارشناسی ارشد خود به انگلستان رفت و در آنجا تابعیت انگلیس را بدست آورد. وی ابتدا با سلما الماسری ازدواج کرد. بعداً با مای الخطیب که مجری اخبار تلویزیون در کانال تلویزیونی دبی است ازدواج کرد. این زوج دارای دو فرزند به نام‌های کرم و ناتالی هستند.

## حرفه
آلاغا کار خود را در روزنامه‌نگاری در سال ۱۹۸۱ به عنوان نویسنده آغاز کرد. در اوایل کار خود، او در روزنامه سوریه Alitihad و چندین کانال تلویزیونی کار کرد. هنگامی که برای تحصیلات تکمیلی در انگلستان بود، کار در شبکه ام‌بی‌سی را شروع کرد. او شروع به گزارش بازی‌های فوتبال برای این شبکه کرد و به دلیل کار در برنامه تلویزیونی "Asdda Kas Alallam" (ترجمه شده: "طلسم جام جهانی") به شهرت رسید. وی در سال ۱۹۹۶ میزبان برنامه‌های ورزشی رادیو به نام "راهی به جام جهانی" و در تلویزیون به نام "ماخا الریادا" (ترجمه شده: "باشگاه ورزشی") بود که هر دو از طریق این برنامه‌ها بر محبوبیت وی در سراسر خاورمیانه افزودند. بعداً، آلاغا میزبان یک برنامه تلویزیونی با نام Sada Al Mlaeb بود که از شبکه ام‌بی‌سی پخش شد. او در حال حاضر عنوان رئیس MBC Sports را دارد.
Sada Al Malaeb یکی از مشهورترین و پربیننده‌ترین برنامه‌های تلویزیونی در جهان عرب است. این برنامه در سال ۱۹۹۶ توسط مجری مشهور تلویزیون محمد الشهری راه اندازی شد و فقط به فوتبال عربستان می‌پرداخت. اما زمانی که مصطفی آلاغا به برنامه آمد Sada Al Malaeb پس از گسترش پوشش ورزشی خود، موفقیت‌های بیشتری کسب کرد و در نتیجه، به یک برنامه تلویزیونی روزانه با تمرکز بر ورزش‌های عربی و جهانی تبدیل شد. در این برنامه به‌طور منظم تحلیل گران ورزشی حضور دارند که این امر آن را از سایر برنامه‌های تلویزیونی متمایز می‌کند.